# Pteromalus leucanthemi
Pteromalus leucanthemi is een vliesvleugelig insect uit de familie Pteromalidae. De wetenschappelijke naam is voor het eerst geldig gepubliceerd in 1980 door Janzon.